# Деспита (источник)
Деспита, Деспита-нижний — каптированный источник на северном склоне горы Орлиное гнездо (703 м) в Байдарской долине в Крыму. Расположен выше полотна старого шоссе Севастополь-Ялта перед Байдарскими воротами. Работы выполнены с 1891 по 1913 год Ведомством путей сообщения и Таврическим Управлением Государственными Имуществами. Известен фонтан на шоссе из тёсаного камня с эмблемой.

## Описание
Дорога строилась с 1837 по 1848 год по инициативе генерал-губернатора Новороссийского края графа М. С. Воронцова, и как минимум до 1920-х годов была частью единого «Южнобережного шоссе» от Севастополя до Алушты. Поскольку дорога часто использовалась царской семьёй Романовых и высшими сановниками, отправляющимися в свои имения на Южный берег из Севастополя, её содержанию и обустройству Ведомством путей сообщения уделялось большое значение.

Выше по шоссе 44°25′19″ с. ш. 33°47′03″ в. д. находится фонтан Деспита-Верхний, каптированный в 1896 году. Уже долгое время вода из него ушла.

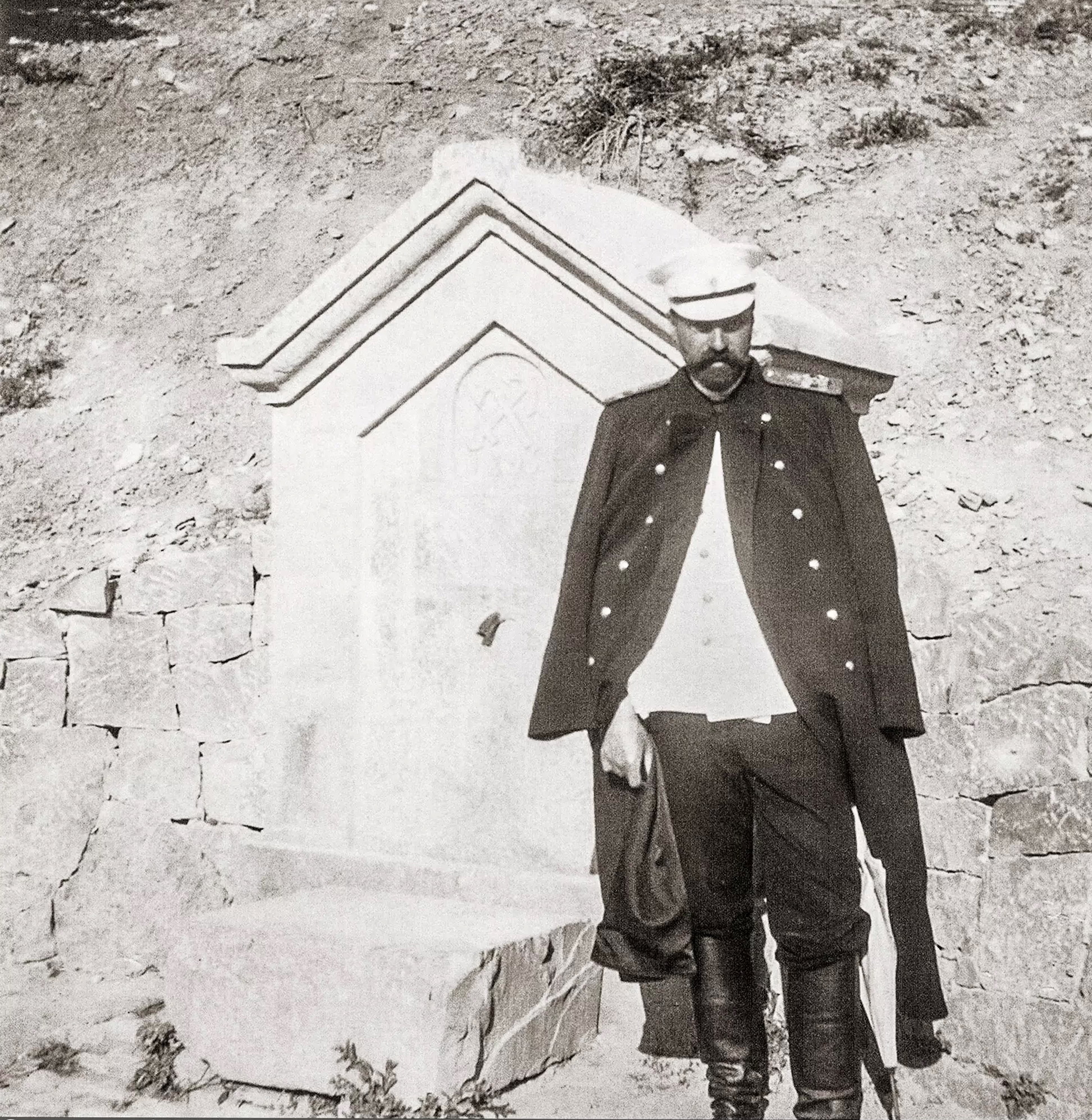
Сандро (великий князь Александр Михайлович) у фонтана Деспита-верхняя, 27 апреля 1903
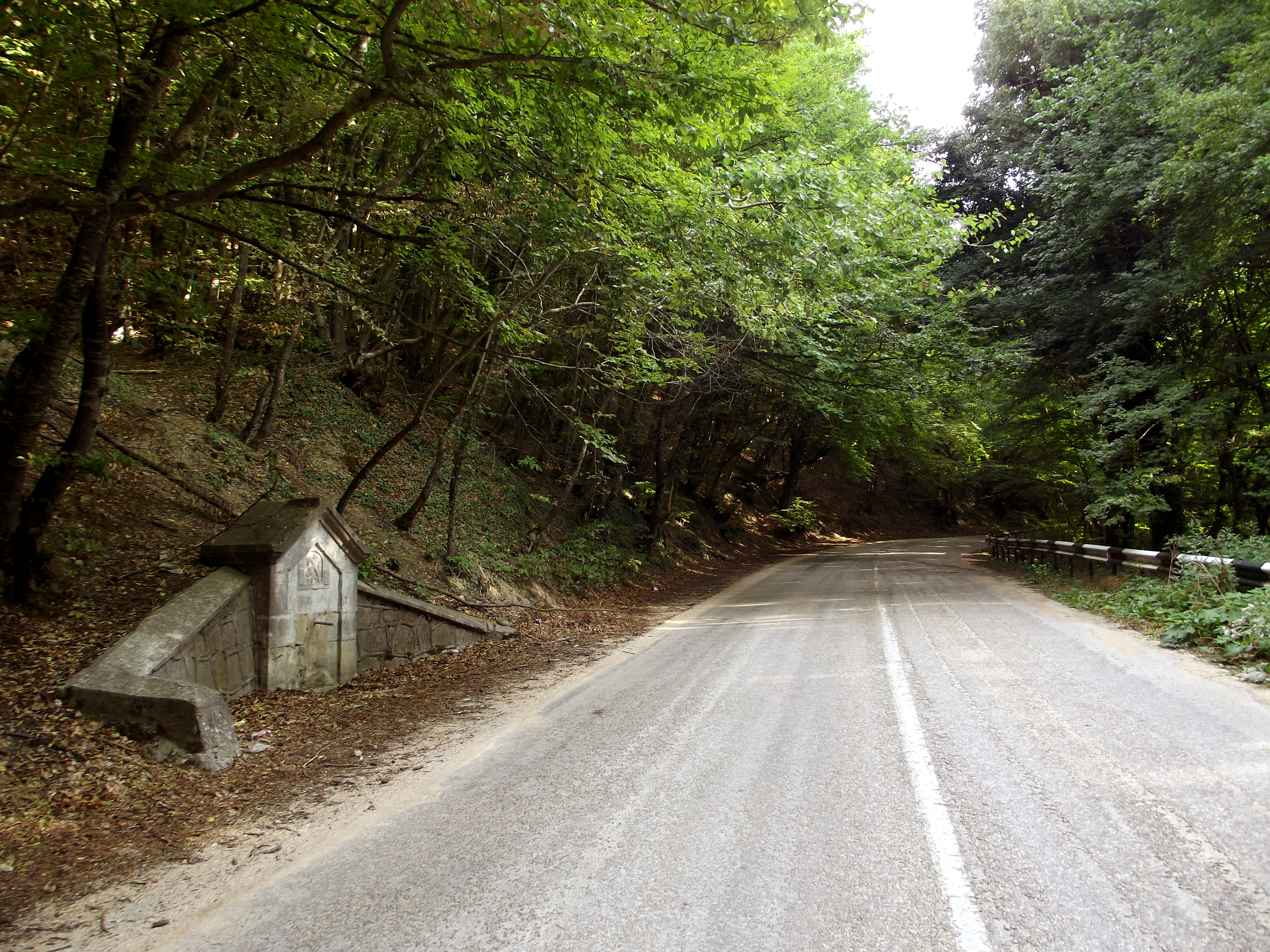
Пересохший родник Деспита-верхний, 1896
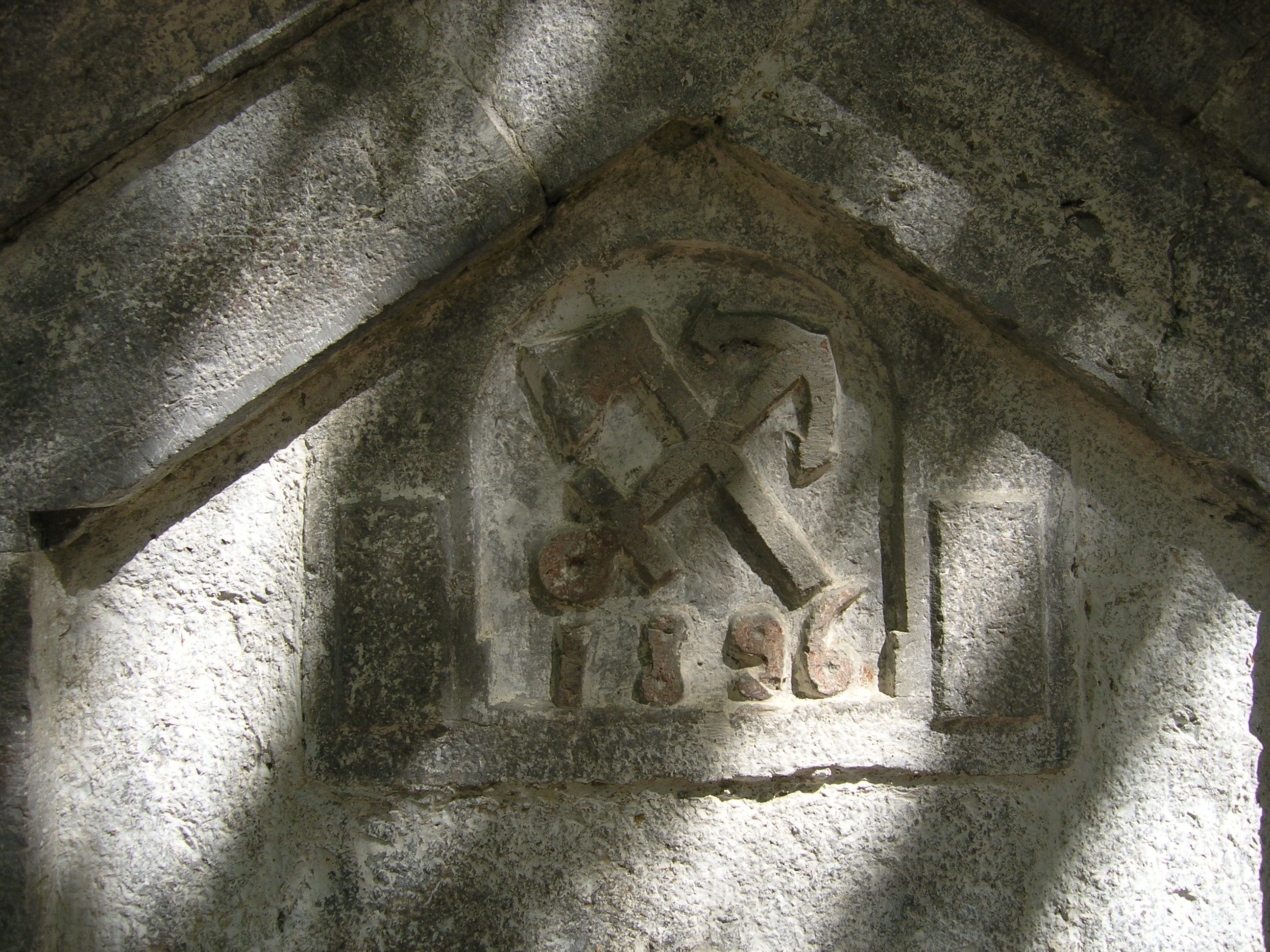
Эмблема Ведомства путей сообщения

Ниже по шоссе на источнике Деспита-Нижний была во время Российской империи устроена водопроводная система. Это каптаж источника Деспита из водосборной галереи и резервуара на высоте, каменный фонтан на обочине шоссе 44°25′22″ с. ш. 33°47′04″ в. д., построенный в 1891 году, трубопровод и фонтан в Байдарах (ныне — Орлиное). Галерея с резервуаром были построены в 1913 году, автор проекта — гидротехник 1-го разряда Таврического Управления Гос. Имуществами И. М. Педдакас.
Часть водопроводной системы модернизирована, но отдельные оригинальные элементы сохранились. Подземная водосборная галерея глубиной около 3-х м, длиной 20 м со спуском через люк. Лестница отсутствуют. Резервуар расположен на 50 м ниже по склону. В межень воду из него можно достать только при помощи верёвки.
«В двух верстах от дер. Байдар находится источник Деспита, представлявший во время обследования заболоченное место, и вода держалась на поверхности земли; летом 1913 года были предприняты земством каптажные работы, в целях использовать воды данного источника для водоснабжения дер. Байдары и находящейся в ней земской больницы. Для каптажа устроена водосборная галерея направлением с юго-запада на северо-восток, длиною 10,70 саж., глубиною 1,30 саж.; в разрезе стенок траншеи обнаруживается с южной стороны сильно щебенистый растительный слой, мощностью 0,42 саж.; затем идет жёлтая глина с крупными обломками известняка, с которой на глубине 1,20 саж. от поверхности и получается вода; с северной же стороны в разрезе траншеи наблюдается 0,30 саж. мощность растительного щебенистого слоя, а затем идет темно-желтая глина, переходящая с углублением в ярко-желтую глину, а в правом крыле траншеи обнажается чисто синяя глина. С проведением водосборной галереи заболоченность местности исчезла, но количество воды не увеличилось, а углублять траншею в толщу синей глины нет никаких оснований. Количество воды в водосборной галерее определилось 28 июля 1913 г. в 4 000 ведер в сутки, между тем, в начале июля, по словам лиц, работающих на каптаже, воды было 12.000 ведер в сутки. Для приема воды из водосборной галереи строится железобетонный резервуар, емкостью в 27.000 ведер, в который вода будет поступать по 4 трубам, заложенным на протяжении 17 саж. Водопроводная магистраль имеет тубы в 2" и протягивается на 2 версты.»